# Nat Zang
Nat Zang (nacido el 4 de marzo de 1996) es un actor estadounidense conocido por su papel de 10k en la serie Z Nation de Syfy.

## Vida y carrera
Nat Zang nació en Seattle, Comenzó a interesarse por el mundo de la actuación desde pequeño y a los 10 años entró en el ACT Theater de Seattle donde le instruyeron. Desde entonces, ha participado en del teatro. En 2014 formó parte del reparto de la serie  Z Nation

## Filmografía
- Z Nation (2014 - 2018) Hace de 10K en 55 episodios, y la temporada 5.